# Pierre De Coninck
Pour les articles homonymes, voir De Coninck.
Pierre De Coninck né à Méteren (Nord) le 22 novembre 1828 et mort dans la même ville le 5 juillet 1910 est un peintre français.

## Biographie
Pierre-Louis-Joseph De Coninck travaille comme apprenti chez un peintre décorateur de Bailleul, avant d'être remarqué par M. Leurs, maire de Méteren qui le recommande à Ignace Plichon, député du Nord. Il fait son apprentissage dans l'école de peinture d'Ypres, puis de Lille.
En 1850, il séjourne à Paris puis travaille dans l'atelier de Léon Cogniet. Il est reçu ensuite aux Beaux-Arts de Paris le 10 octobre 1851. Après plusieurs tentatives infructueuses, il est lauréat en 1855 du deuxième prix de Rome et devient pensionnaire pour quatre ans à la villa Médicis à Rome. En 1857, il commence à exposer son travail au  Salon de Paris avec le tableau Miss Eva sur les genoux de Tom.De retour à Paris en 1863, Napoléon III lui commande un Christ bénissant les enfants pour l'église Saint-Pierre de Montmartre à Paris en 1865, conservé au palais des Beaux-Arts de Lille. Ses peintures sont également conservées au musée des Beaux-Arts de Dunkerque (Supplice de la reine Brunehaut) et au Metropolitan Museum of Art à New York (Enfants à la Fontaine).
Le sculpteur Henri Chapu a réalisé son portrait en médaillon en plâtre en 1861, conservé à Paris au musée d'Orsay.
Beaucoup de ses œuvres furent détruites pendant la Première Guerre mondiale. En 1918, Mlle Copin, petite nièce et héritière du peintre, fit emmurer dans sa cave une grande partie des tableaux du peintre. Ils n'ont pas été retrouvés lors du déblaiement de 1919-1920.

## Œuvres

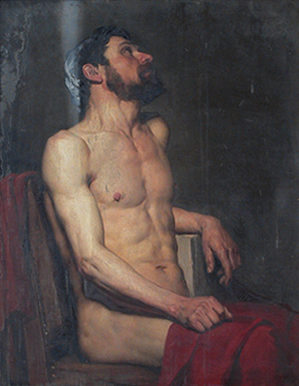
Académie d'homme demi-nu (1854), localisation inconnue.

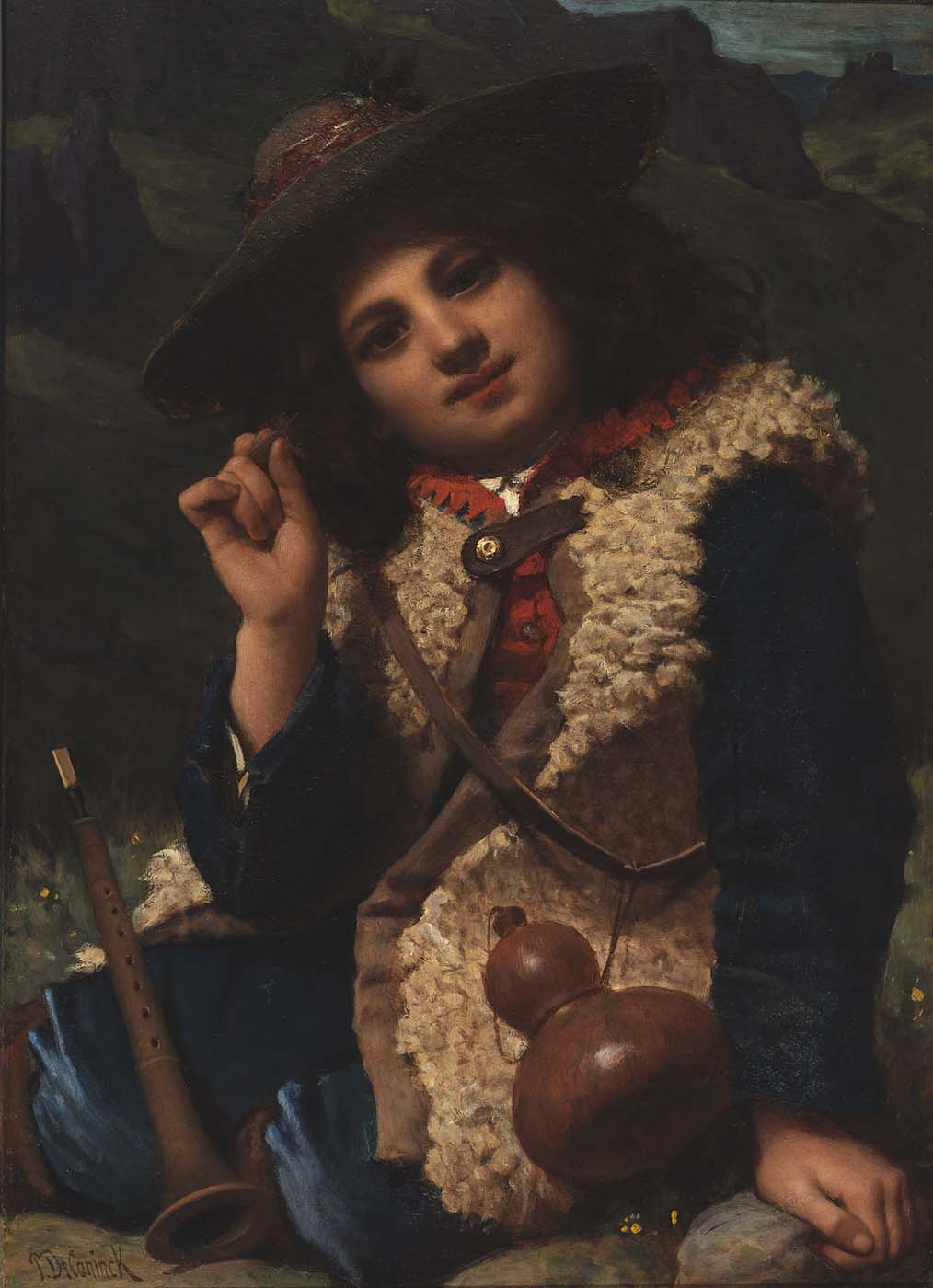
Jeune Italien en veste de peau de mouton (vers 1855), Washington, Smithsonian American Art Museum.

- 1855 : César dans la barque, deuxième prix de Rome.
- vers 1855 : Jeune Italien en veste de peau de mouton, Washington, Smithsonian American Art Museum.
- 1857 : Miss Eva sur les genoux de Tom[réf. nécessaire].
- Adam et Ève découvrant le corps d'Abel[réf. nécessaire].
- Paysans du Danube, musée des Beaux-Arts de Valenciennes.
- Brunehaut attachée à la queue d'un cheval, musée des Beaux-Arts de Dunkerque.
- 1865 : Christ bénissant les enfants, palais des Beaux-Arts de Lille.
- Cambacéres, huile sur toile, 350 × 200 cm, Paris, Palais-Royal, salle du Conseil d'État[6].
- 1874 : Les Confettis[réf. nécessaire].
- 1877 : I Moccoli[réf. nécessaire].
- 1883 : Mort de Don Dominique Lacaes[réf. nécessaire].
- 1883 : La Transfiguration, église de Méteren, maître-autel.
- 1885 : L'Office de nuit[réf. nécessaire].
- Salon des artistes français de 1895 : Portrait de Mlle Bordier[7].
- Salon des artistes français de 1900 : Martyre de Jeanne d'Arc[8].
- Salon des artistes français de 1904 :
  - Portrait de Mme Pierre S…[9] ;
  - Poussin couvé par une tourterelle[9].
- 1907 : Quatre célébrités Méterenoises Le commandant Clemmer, Mgr Wicart, le docteur Plouvier, le peintre lui-même[réf. nécessaire].

Œuvres non datées
- Mucus Scaevola se brûlant le poing de s'être trompé[réf. nécessaire].
- Retour de chasse, le porte gibier, Bayonne, musée Bonnat-Helleu.
- Vierge de pitié, château de Castelnaudary[10].
- Les Quatre saisons, Lille, plafond de l'hôtel de préfecture du Nord.
- L'Épreuve, huile sur toile, 162 × 135 cm, palais des Beaux-Arts de Lille[11].
- Geneviève de Brabant, huile sur toile, 210 × 140 cm, Douai, musée de la Chartreuse[12].
- Saint Martin partageant son manteau, église de Dunkerque[Laquelle ?].
- Chemin de croix, Merville, église Saint-Pierre.
- Faust, Bailleul, musée Benoît-De-Puydt.
- Maître Léon Lotthé, copie, mairie de Bailleul.